# Bill Paterson (Schauspieler)

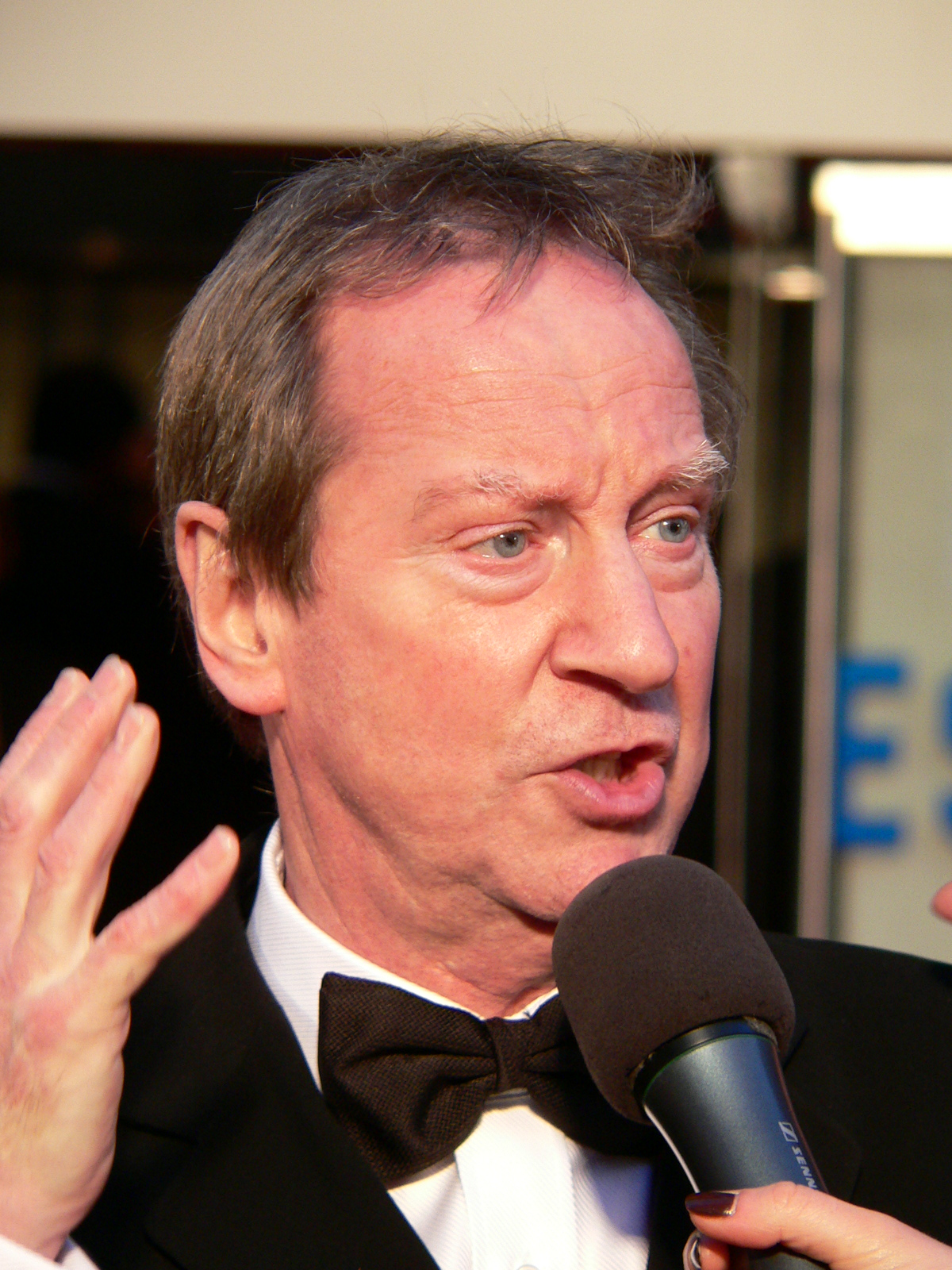
Bill Paterson (2006)

Bill Paterson (* 3. Juni 1945 in Glasgow) ist ein britischer Schauspieler.

## Leben
Paterson studierte an der Royal Scottish Academy of Music and Drama. Er debütierte im Jahr 1967 in einem Theaterstück im Glasgower Citizens Theatre. In den Jahren 1970 bis 1972 war er am Citizen's Theatre for Youth als Schauspieler und Regieassistent tätig. Danach arbeitete er für die 7:84 Theatre Company. Die erste Filmrolle spielte er in der Komödie The Odd Job aus dem Jahr 1978. Paterson verbrachte drei Jahre als Lehrling bei einem Vermessungsunternehmen, bevor er die Royal Scottish Academy of Music and Drama besuchte.
Die Hauptrolle im am National Theatre ausgestellten Theaterstück Schwekyk in the Second World War brachte Paterson im Jahr 1982 eine Nominierung für den Laurence Olivier Award. In der Komödie Comfort and Joy (1984) übernahm er die Hauptrolle. Die Hauptrolle in der Miniserie The Crow Road (1996) brachte ihm im Jahr 1997 den BAFTA Scotland Award. In der Komödie Rag Tale (2005) trat er neben Rupert Graves, Malcolm McDowell und Jennifer Jason Leigh auf. In der Filmbiografie Miss Potter (2006) war er in einer größeren Rolle an der Seite von Renée Zellweger und Ewan McGregor zu sehen.
Von 2009 bis 2010 war Paterson einer der Hauptdarsteller der Serie Law & Order: UK. Ab der 5. Staffel tritt er nur noch in einer Nebenrolle auf.
Paterson ist mit der deutschen Bühnenbildnerin Hildegard Bechtler verheiratet und hat zwei Kinder.

## Filmografie (Auswahl)
- 1978: The Odd Job
- 1983: The Ploughman’s Lunch
- 1984: Comfort and Joy
- 1984: The Killing Fields – Schreiendes Land (The Killing Fields)
- 1984: Magere Zeiten – Der Film mit dem Schwein (A Private Function)
- 1985: Button – Im Sumpf der Atommafia (Defence of the Realm)
- 1986: Coming up Roses
- 1986: Auf Wiedersehen, Pet (Fernsehserie)
- 1987: Friendship’s Death
- 1988: Die Malteser des Falken (Just Ask for Diamond)
- 1988: Die Abenteuer des Baron von Münchhausen (The Adventures of Baron Munchausen)
- 1989: Ausgespielt – Bearskin (Bearskin: An Urban Fairytale)
- 1989: Er? Will! Sie Nicht? (The Rachel Papers)
- 1989: Die Rückkehr der Musketiere (The Return of the Musketeers)
- 1990: Hexen hexen (The Witches)
- 1990: Wie verrückt und aus tiefstem Herzen (Truly Madly Deeply)
- 1991: Object of Beauty (The Object of Beauty)
- 1992: Chaplin
- 1995: Victory
- 1995: The Turnaround
- 1995: Richard III
- 1996: The Crow Road
- 1997: Spiceworld – Der Film (Spice World)
- 1998: Hilary & Jackie (Hilary and Jackie)
- 1999: Chrono-Perambulator
- 1999: Heart – Jeder kann sein Herz verlieren (Heart)
- 1999: Wives and Daughters (TV-Miniserie, 4 Episoden)
- 2000: Complicity
- 2001: Heiraten für Fortgeschrittene (Crush)
- 2002: Doktor Schiwago (Doctor Zhivago)
- 2003: Bright Young Things
- 2004–2007: Sea of Souls (Fernsehserie, 20 Folgen)
- 2005: Königreich der Himmel (Kingdom of Heaven)
- 2005: Rag Tale
- 2006: Amazing Grace
- 2006: Miss Potter
- 2007: Intervention
- 2009–2010: Law & Order: UK
- 2010: Doctor Who (2 Folgen)
- 2010: Agatha Christie’s Marple (Fernsehserie, 1 Folge)
- 2014: Mord auf Shetland (Shetland, Fernsehserie, 2 Folgen)
- 2014–2015: Outlander (Fernsehserie, 7 Episoden)
- 2016–2019: Fleabag (Fernsehserie, 12 Episoden)
- 2017: Charles Dickens: Der Mann, der Weihnachten erfand (The Man Who Invented Christmas)
- 2019: Guilt – Keiner ist schuld (Guilt, Fernsehserie, 2 Folgen)
- 2019: Good Omens (Fernsehserie, 3 Folgen)
- 2020: Love Sarah – Liebe ist die wichtigste Zutat (Love Sarah)
- 2020: Rebecca
- 2021: The Colour Room
- 2022: Sandman (The Sandman, Folge 1x01)
- 2022: House of the Dragon (Fernsehserie)
- 2024: Halo (Fernsehserie, 1 Folge)